# Opatija
Opatija (phát âm [ɔpǎtija]; tiếng Đức: Sankt Jakobi; tiếng Ý: Abbazia; tiếng Hungary: Abbázia) là một thị trấn ở phía tây Croatia, phía tây nam của Rijeka bên bờ biển Adriatic. Tính đến năm 2011, thị trấn có tổng cộng 11.659 người, trong đó có 6.657 người sống trong khu định cư đô thị.

## Địa lý
Opatija nằm ở vịnh Kvarner một vị trí che chở dưới chân núi Učka, với đỉnh núi Vojak ở 1401 m. Opatija nằm cách Trieste bằng đường sắt 90 km và cách Pula 82 km đường bộ. Thành phố về địa lý thuộc bán đảo Istria, mặc dù nó không phải thuộc hạt Istria, mà là hạt Primorje-Gorski Kotar.
Đây là khu nghỉ mát mùa hè và mùa đông nổi tiếng với nhiệt độ trung bình 10 °C vào mùa đông và 32 °C vào mùa hè. Opatija được bao quanh bởi những khu rừng xinh đẹp của vịnh laurel. Toàn bộ bờ biển phía bắc và nam của Opatija là đá và đẹp như tranh vẽ, và có nhiều khu nghỉ mát mùa đông nhỏ hơn.